# كلية الإدارة والاقتصاد (الجامعة المستنصرية)
أسست كلية الإدارة والاقتصاد مع تأسيس الجامعة المستنصرية عام 1963، ومنذ نشأة نواة الكلية حتى عام 1968 كانت خدماتها مقتصرة على ماتقدمه من دراسات مسائية في تخصصات (الاقتصاد، المحاسبة وإدارة الأعمال)، وتحولت إلى الدراسة الصباحية في عام 1968. ثم توسعت لتشمل اقسام أخرى. تقع الكلية في حي الطالبية في جانب الرصافة في بغداد.

## الأقسام
- قسم المحاسبة
- قسم العلوم المالية والمصرفية
- قسم إدارة الأعمال
- قسم الاقتصاد
- قسم الإحصاء